# بيترو روتشا
بيترو روتشا (بالإنجليزية: Simone Rocha)‏ هي مصممة أزياء أيرلندية، ولدت في 1986 في دبلن في جمهورية أيرلندا.

## وصلات خارجية
- الموقع الرسمي